# Гемуев, Ако Джумакуевич
Ако Джумакуевич Гемуев (карач.-балк. Гемуланы Джумакъны жашы Ако; 1885, с. Думала, Терская область — 1931, СССР) — советский партийный и государственный деятель. Заместитель председателя Кабардино-Балкарского облисполкома. Был репрессирован сталинской администрацией и расстрелян; реабилитирован посмертно в 1974 году. По национальности — балкарец. Член ЦИК СССР IV созыва.

## Биография
- 1916 — 1917 — отправлен в ссылку. Из записки генерал-лейтенанта Флейшера: "был выслан из пределов области... согласно моему представлению от 24 марта 1916 г. No 1031 за подстрекательство жителей к неисполнению распоряжений главнокомандующего войсками округа о порядке пользования кабардинскими пастбищными землями, как лицо вредное и опасное для общественного порядка и спокойствия"[1].
- с 1918 — член ВКП(б).
- с 1920 — председатель Ревкома Верхнего Чегема.
- с 10 октября 1922 — председатель исполкома Балкарского округа, член ЦИК КБАО.
- с 25 мая 1923 года — заместитель председателя Центрального Исполнительного комитета Советов КБАО. На втором пленуме ЦИК КБАО, в марте 1925 года, Б.Э. Калмыков говорил: «Есть очевидцы, которые были свидетелями событий, имевших место в Пятигорске, когда «мне пришлось сорвать погоны с полковника Турчиева, с войскового старшины Михайлова, когда с пристава мне пришлось сорвать погоны и разбить морду князю Абукову, Атажукину и когда меня арестовали и я был перед полевым судом. В каком году это было? Это было не в 1913, не в 1917, это было в 1912 году. За что? Если угодно посмотреть архив кабардинского и балкарского народов, это было за Зольские и Нагорные пастбища. Там стоит мое имя и имя Гемуева – он был с нами, он работал с нами. Идите во Владикавказ, в Тифлис, смотрите архивы. Там записано, кто работал, и кто имеет отношение к революции»»
- 25 апреля 1927  — 24 мая 1930— Заместитель председателя Кабардино-Балкарского облисполкома
- 9 августа 1930 — арестован КБОО ОГПУ по обвинению по статьям 58-2 (вооруженное восстание), 58-11 (участие в контрреволюционной организации) УК РСФСР[7].
- 7 сентября 1931 — безо всяких серьёзных на то обстоятельств приговорён к расстрелу; приговор был приведен в исполнение.

## Семья
Брат — Магомет (1895 — 1931), революционер, партийный деятель, репрессирован, расстрелян.
Жена — Фатимат Саламгериевна.
Дети: сыновья: Исмаил (1922 —?), Алий (1924—?), Ахмат (1928—?), Хамзат (1930—?), Хамит (1931—?); дочь: Мария (1928 — ?).